# Gheorghe Ifrim
Gheorghe Ifrim (n. 18 decembrie 1971, București) este un actor român de teatru și film. A absolvit Facultatea de Teatru din cadrul Academiei de Teatru și Film București, promoția 1997, la specializarea Actorie, clasa profesorului Gelu Colceag. A fost membru al grupului umoristic Vouă. Este actor al Teatrului Bulandra. A jucat la Teatrul Metropolis și Teatrul Act.
Rolul domnului Mihăeș, din Domestic, în regia lui Adrian Sitaru, i-a adus lui Gheorghe Ifrim o nominalizare la Premiile Gopo 2014 la categoria “cel mai bun actor într-un rol principal”. În 2016 a primit încă o nominalizare la aceeași categorie pentru rolul Achim din București NonStop în regia lui Dan Chișu.

## Viața personală
Are un frate mai mare care este tot actor, Lucian Ifrim. Gheorghe Ifrim este căsătorit și are doi copii.

## Filmografie
- Aerisirea (1997)
- Terminus Paradis (1998)
- La Bloc (2002) - Fane Oxford
- Ultimul stinge lumina (2003) - Iancu Ionel
- Lotus (2004) - Fals Polițist 1
- La servici (2005)
- Challenge Day (2005) - Antrenor de Box
- The Detonator/Detonatorul (2006) - Stadium Worker#1
- Vine Poliția! (2008) - Marian Marin
- Restul e tăcere (2008) - secretarul lui Leon Negrescu
- Iubire și onoare (2010) - Marian Constantin
- Aurora (2010) - Domnul Dragnea
- Nașa (2011) - contabilul Manea
- Las Fierbinți (2011) - Vasile
- S-a furat mireasa (2012) - taximetrist 2
- Minte-mă frumos (2012)
- Domestic (2012)
- După dealuri (2012) - ambulanțierul
- Funeralii fericite (2013)
- București NonStop (2013) - Achim
- America, venim! (2014)
- Hawaii (2017)
- Nunți, botezuri, înmormântări (2022)

## Teatru

### Roluri selective
- Malvolio - A douăsprezecea noapte de W. Shakespeare, Studioul Casandra
- Melchior Gabor - Deșteptarea primăverii de F. Wedekind, Studioul Casandra
- Kostilion - Azilul de noapte de Maxim Gorki, Studioul Casandra
- Manoil - Levantul după Mircea Cărtărescu, regia Cătălina Buzoianu, Teatrul Bulandra
- Schweizerkas - Mutter Courage de Bertolt Brecht, regia Cătălina Buzoianu, Teatrul Bulandra
- Sergentul - Tacâmuri de pui de S. Gyorgy, regia Gelu Colceag, Teatrul Bulandra
- Vânzător de vin, Inginer, Academician - Petru de Vlad Zografi, regia Cătălina Buzoianu, Teatrul Bulandra
- Cardinalul - Thomas a Becket de Jean Anouilh, regia Adrian Pintea, Teatrul Bulandra
- Tartaglia - Turandot de Carlo Gozzi, regia Cătălina Buzoianu, Teatrul Bulandra
- Prietenul - Există nervi de Marin Sorescu, regia Puiu Șerban, Teatrul Bulandra
- Bernardo - Hamlet de William Shakespeare, regia Liviu Ciulei, Teatrul Bulandra
- Fratele - Roberto Zucco de Bernard Marie-Koltes, regia Benjamin Walther, Teatrul Bulandra
- Alex - Efecte colaterale de Alexandru Popa, Teatrul Nottara
- Gigel - un one man show de Alexandru Popa, Teatrul Bulandra
- Volkov - Oblomov, de I. A. Goncearov, regia Alexandru Tocilescu, Teatrul Bulandra

## Dublaj
- Regele Shaman- Tao Len
- Incredibilul Hulk - General Thunderbolt Ross ,Reed Richards
- A.T.O.M. (Alpha Teens On Machines) - Hawk
- Naruto - Kiba,Kabuto,Izumo,Gamabunda,Pakun
- Galactik Football - D'JOK
- Spiderman Unlimited  - John Jameson
- Spider-Man (1994) - Green Goblin (Season 3)